# Serge Franchis
Serge Franchis, né le 10 septembre 1933 à Aillant-sur-Tholon (Yonne), est un homme politique français, ancien député (1988-1993) puis sénateur (1995-2004) de l'Yonne. Il est membre de l'Union pour la démocratie française (UDF).

## Biographie
Conseiller municipal d'Auxerre, à partir de 1971, il est par la suite adjoint au maire d'Auxerre de 1983 à 2001, sous Jean-Pierre Soisson puis Jean Garnault, chargé du logement et de la rénovation urbaine.
Suppléant de Jean-Pierre Soisson à la députation, il le remplace sur les bancs de l'Assemblée nationale lorsque celui-ci est nommé ministre du Travail en juin 1988, au titre de l'ouverture au centre.
Élu sénateur le 24 septembre 1995, Serge Franchis n'a pas reçu l'investiture de la commission compétente de l'UMP pour les élections sénatoriales de septembre 2004 ; il a donc mené une liste dissidente, étiquetée divers droite, mais rate sa réélection de 94 voix. Pour autant, sa carrière politique ne s'est pas arrêtée là puisqu'il continue à exercer son mandat de conseiller général de l'Yonne jusqu'en 2011. Il occupe dans ce cadre un poste de vice-président du conseil général de l'Yonne.

## Détail des mandats
- 1971 - 1983 : conseiller municipal d'Auxerre ;
- 1983 - 2001 : adjoint au maire d'Auxerre ;
- 1985 - 31 mars 2011 : conseiller général d'Auxerre-Est (Yonne) ;
- 29 juillet 1988 - 1er avril 1993 : député de la 1re circonscription de l'Yonne ;
- 1er octobre 1995 - 30 septembre 2004 : sénateur de l'Yonne.